# Dansk Botanisk Forening
Dansk Botanisk Forening er en forening for dem der er interesserede i vildtvoksende planter. Foreningens formål er at fremme interessen for botanik, herunder at udforske og bevare den danske flora. Foreningen afholder foredragsaftener og ekskursioner; og udgiver medlemsbladet URT. Sammen med sine nordiske søsterforeninger afholdes årligt De Vilde Blomsters Dag i Norden for offentligheden.
Dansk Botanisk Forening drev Atlas Flora Danica projektet, som kortlagde den danske flora og som 10. december 2015 blev udgivet som bog.
Dansk Botanisk Forening blev stiftet i 1840 og er dermed Danmarks ældste, "grønne" forening.
Medlemstal (2019): ca. 1600

## Ekstern henvisning
- Dansk Botanisk Forening